# Novo Panić
Novo Panić (1970. április 1. –) bosznia-hercegovinai nemzetközi labdarúgó-játékvezető.

## Pályafutása

### Nemzeti játékvezetés
Ellenőreinek, sportvezetőinek javaslatára lett az I. Liga játékvezetője. Az aktív nemzeti játékvezetéstől 2010-ben, bundavádak miatt felfüggesztették.

#### Nemzeti kupamérkőzések
Vezetett Kupa-döntők száma: 1.

##### Nemzeti-kupa
| Időpont         | Helyszín              | Mérkőzés típusa | Mérkőzés                       | Eredmény | Nézők száma |
| --------------- | --------------------- | --------------- | ------------------------------ | -------- | ----------- |
| 2009. május 13. | Tušanj Stadion, Tuzla | döntő           | Sloboda Tuzla–Slavija Sarajevo | 2 – 0    | 2000        |

### Nemzetközi játékvezetés
A Bosznia-hercegovinai labdarúgó-szövetség Játékvezető Bizottsága (JB) terjesztette fel nemzetközi játékvezetőnek, a Nemzetközi Labdarúgó-szövetség (FIFA) 2003-tól tartotta nyilván bírói keretében. Több nemzetek közötti válogatott és klubmérkőzést vezetett. FIFA JB besorolás szerint harmadik kategóriás bíró. A Bosznia és hercegovinai nemzetközi játékvezetők rangsorában, a világbajnokság-Európa-bajnokság sorrendjében többedmagával az 1. helyet foglalja el 3 találkozó szolgálatával. Az aktív nemzetközi játékvezetéstől 2010-ben búcsúzott. Válogatott mérkőzéseinek száma: 5.

#### Világbajnokság
A világbajnoki döntőhöz vezető úton Németországba a XVIII., a 2006-os labdarúgó-világbajnokságra és Dél-Afrikába a XIX., a 2010-es labdarúgó-világbajnokságra a FIFA JB bíróként alkalmazta.

##### 2006-os labdarúgó-világbajnokság

###### Selejtező mérkőzés
| Időpont          | Helyszín                 | Mérkőzés típusa           | Mérkőzés                 | Eredmény | Nézők száma |
| ---------------- | ------------------------ | ------------------------- | ------------------------ | -------- | ----------- |
| 2004. október 9. | Rheinpark Stadion, Vaduz | előselejtező (3. csoport) | Liechtenstein–Portugália | 2 – 2    | 3548        |

##### 2010-es labdarúgó-világbajnokság

###### Selejtező mérkőzés
| Időpont             | Helyszín                 | Mérkőzés típusa           | Mérkőzés                 | Eredmény | Nézők száma |
| ------------------- | ------------------------ | ------------------------- | ------------------------ | -------- | ----------- |
| 2009. szeptember 9. | Rheinpark Stadion, Vaduz | előselejtező (4. csoport) | Liechtenstein–Finnország | 1 – 1    | 31 320      |

#### Európa-bajnokság
Portugália rendezte a 2003-as U17-es labdarúgó-Európa-bajnokságot, ahol az UEFA JB bíróként foglalkoztatta.
| Időpont         | Helyszín                              | Mérkőzés típusa        | Mérkőzés                 | Eredmény |
| --------------- | ------------------------------------- | ---------------------- | ------------------------ | -------- |
| 2003. május 7.  | Municipal Stadion, Marta de Penaguiao | selejtező (B. csoport) | Izrael–Anglia            | 1 – 2    |
| 2003. május 9.  | Municipal Stadion, Mangualde          | selejtező (A. csoport) | Dánia–Magyarország       | 2 – 0    |
| 2003. május 17. | Fontelo Stadion, Viseu                | döntő                  | Spanyolország–Portugália | 1 – 2    |

Lengyelország rendezte a 2006-os U19-es labdarúgó-Európa-bajnokságot, ahol a UEFA JB hivatalnokként alkalmazta.
| Időpont          | Helyszín                      | Mérkőzés típusa        | Mérkőzés           | Eredmény |
| ---------------- | ----------------------------- | ---------------------- | ------------------ | -------- |
| 2006. július 18. | Huraganu Stadion, Pobiedziska | selejtező (A. csoport) | Belgium–Csehország | 4 – 2    |
| 2006. július 20. | OSiR Stadion, Szamotuly       | selejtező (B. csoport) | –Törökország       | 4 – 4    |

Az európai-labdarúgó torna döntőjéhez vezető úton Ausztriába és Svájcba a XIII., a 2008-as labdarúgó-Európa-bajnokságra az UEFA JB játékvezetőként foglalkoztatta.

##### 2008-as labdarúgó-Európa-bajnokság

###### Selejtező mérkőzés
| Időpont           | Helyszín                         | Mérkőzés típusa           | Mérkőzés           | Eredmény | Nézők száma |
| ----------------- | -------------------------------- | ------------------------- | ------------------ | -------- | ----------- |
| 2006. október 11. | Josy-Barthel Stadion, Luxembourg | előselejtező (G. csoport) | Luxemburg–Bulgária | 0 – 1    | 3200        |

#### Nemzetközi kupamérkőzések

##### UEFA-kupa
| Időpont          | Helyszín                    | Mérkőzés típusa       | Mérkőzés                 | Eredmény | Nézők száma |
| ---------------- | --------------------------- | --------------------- | ------------------------ | -------- | ----------- |
| 2005. július 14. | Üllői úti Stadion, Budapest | előselejtező (1. kör) | Ferencvárosi TC–MTZ-RIPA | 0 – 2    | 5000        |